# Toi et Moi
Toi et Moi – dwunasty singel Namie Amuro. Wytwórnia avex trax wydała go 7 lipca 1999. Singel był na #3 pozycji w rankingu Oricon. Przez jedenaście tygodni sprzedano 272 110 kopii płyty. Toi et Moi jest na #85 miejscu najlepiej sprzedających się singli w 1999. Utwór Toi et Moi znalazł się na ścieżce dźwiękowej do filmu Pokémon 2: Uwierz w swoją siłę.

## Lista utworów
| 1. | Toi et Moi (Straight Run)        | 4:17  |
|    |                                  |       |
| 2. | Toi et Moi (A&S NY Bounce Remix) | 5:17  |
|    |                                  |       |
| 3. | Toi et Moi (TV Mix)              | 4:15  |
|    |                                  |       |
|    |                                  | 13:49 |
|    |                                  |       |

## Produkcja
- Producenci – Tetsuya Komuro, Anthony ACID & DJ Scribble
- Aranżacja – Tetsuya Komuro
- Miksowanie – Eddie Delena
- Remiksowanie - Anthony ACID & DJ Scribble
- Autorzy - MARC & TK

## Oricon
| Diagram                                                    | Pozycja |
| ---------------------------------------------------------- | ------- |
| Dzienny diagram Oricon (w pierwszym dniu sprzedaży)        | -       |
| Tygodniowy diagram Oricon (w pierwszym tygodniu sprzedaży) | #3      |
| Miesięczny diagram Oricon (w pierwszym miesiącu sprzedaży) | #8      |
| Roczny diagram Oricon                                      | #81     |